# Pilola Polett
Pilola Polett Marín Abazola (Valparaíso, 17 de marzo de 1947-Valparaíso, 29 de enero de 2025) fue una transformista y activista LGBT chilena, integrante del Sindicato Afrodita, primera agrupación de personas transgénero de la región de Valparaíso, y fundadora de «Las Sobrevivientes», primer club de adultos mayores trans del país.

## Biografía
De padre panadero y madre lavandera, fue la octava de nueve hermanos. A los 14 años escapó de la casa de sus padrinos y se desempeñó en la prostitución en el burdel de la «Señora Eliana», conocida también como «La Ñata», en Cajilla 28 en Valparaíso. Hacia 1973 regentaba el prostíbulo 77, ubicado en la calle San Antonio de Viña del Mar. Posteriormente trabajó en locales como «La Casa Amarilla» y el Bar Bossanova en Santiago, este último regentado por Carlina Morales Padilla (apodada «La Tía Carlina»).
Al retornar a Valparaíso se convirtió en animadora de los espectáculos de la boite «Hollywood», protagonizados por la transformista Fabiola Taylor; junto a ella creó el 30 de agosto de 1970 una fiesta mensual denominada «Domingo Rosa», que culminaba con la coronación de la «Reina del Domingo Rosa». Desde 1973 trabajó en el Circo Timoteo, primero como payasa y posteriormente vendiendo confites, hasta convertirse en parte del elenco principal y en una de las anfitrionas del show; finalizó su carrera en dicho circo luego de desacuerdos respecto del pago de las imposiciones de la seguridad social, tras lo cual demandó a los propietarios y con el dinero obtenido al ganar dicho litigio instaló un local de comidas al paso en la galería Tres Palacios de Valparaíso.
Fue integrante del Sindicato Afrodita, fundada el 22 de agosto de 2000 como la primera agrupación de la diversidad sexual de Chile enfocada en personas transgénero. Entre las demandas exigidas por Pilola Polett estuvo la de lograr una reparación histórica a las personas LGBT por los abusos cometidos durante la dictadura militar. Sumada a la actividad del Sindicato Afrodita, el 15 de diciembre de 2021 Pilola fue una de las fundadoras de «Las Sobrevivientes», primer club de adultos mayores trans de Chile, y fue su presidenta hasta 2023. Pilola Polett fue la protagonista de un spot de la franja electoral televisiva de la opción «Apruebo» en el plebiscito constitucional de 2022; en el segmento, emitido el 19 y 20 de agosto, se recreaba su cumpleaños número 75 y se desarrollaban conversaciones entre integrantes del club «Las Sobrevivientes» y personas jóvenes sobre los contenidos del proyecto de nueva Constitución respecto a la diversidad sexual y de género.
En agosto de 2023 fue estrenada la obra de teatro Made in Valpo, realizada por la Compañía de Danza Amateur y que realiza un homenaje a Pilola Polett, quien a la vez protagoniza dicha presentación. En diciembre de 2024 fue reconocida como una de los «100 Líderes Adultos Mayores» por la Fundación Conecta Mayor UC y el diario El Mercurio; en la misma época formaba parte del espectáculo «Valparaíso de Chile Burlesque» realizando una imitación de Isabel Pantoja.
Falleció el 29 de enero de 2025 en el foyer del teatro del Parque Cultural de Valparaíso, tras asistir a una presentación de la obra Yeguas sueltas.